# イー・ギャランティ
イー・ギャランティ株式会社（英: eGuarantee,Inc）は、信用リスク受託・流動化事業を行う日本の会社である。

## 会社概要
伊藤忠商事グループに属する金融機関であり、企業の信用リスクの引受けと流動化を行っている。
事業法人向け保証サービスでは、売掛債権保証サービスを中心として通常に加え特殊な売掛債権を幅広く保証するサービスを提供している。
金融法人向け保証サービスでは、金融機関が保有する債権におけるクレジットリスクを保証することで、金融機関の新たな収益機会を提供するサービスを行っている。
会社単独で信用リスクを保有するのではなく、複数の金融機関等にリスク移転することにより、自社の規模にとらわれない多くのリスク受託を可能としている点が特徴である。

## 沿革
- 2000年9月8日 - 設立。
- 2007年3月8日 - ジャスダックに上場。（2012年2月18日上場廃止）
- 2011年12月16日 - 東京証券取引所2部に上場。
- 2012年12月17日 - 東京証券取引所1部へ指定替え。
- 2013年7月 - 東京本社を恵比寿ガーデンプレイスタワーから赤坂Bizタワーに移転。

## 提携金融機関
- 北海道・東北地方：北海道銀行　青森銀行　北都銀行　荘内銀行　山形銀行　岩手銀行　七十七銀行　東邦銀行　きらやか銀行　仙台銀行　大東銀行
- 関東地方：群馬銀行　足利銀行　常陽銀行　武蔵野銀行　千葉銀行　きらぼし銀行　山梨中央銀行　東日本銀行　神奈川銀行
- 東海地方：大垣共立銀行 静岡銀行 名古屋銀行 百五銀行
- 北信越地方：第四銀行　八十二銀行　北陸銀行　福井銀行　長野銀行
- 近畿地方：滋賀銀行　京都銀行　近畿大阪銀行　池田泉州銀行　南都銀行
- 中国地方：鳥取銀行 山陰合同銀行 トマト銀行 広島銀行 山口銀行
- 四国地方：阿波銀行 百十四銀行 伊予銀行 四国銀行
- 九州地方：佐賀銀行　十八銀行　肥後銀行　大分銀行　宮崎銀行　西日本シティ銀行　琉球銀行
- その他銀行：りそな銀行　新生銀行

上記の銀行や、証券会社、リース会社とビジネスマッチング契約を結んでおり、
チャネル販売を行っている。